# الساندرو پیلاتی
الساندرو پیلاتی (انگلیسی: Alessandro Pilati؛ زادهٔ ۲۶ مارس ۲۰۰۰) بازیکن فوتبال اهل ایتالیا است.